# Ceutí
Ceutí – gmina w Hiszpanii, w prowincji Murcja, w Murcji, o powierzchni 10,25 km². W 2011 roku gmina liczyła 10 881 mieszkańców.